# Grand Théâtre de Genève

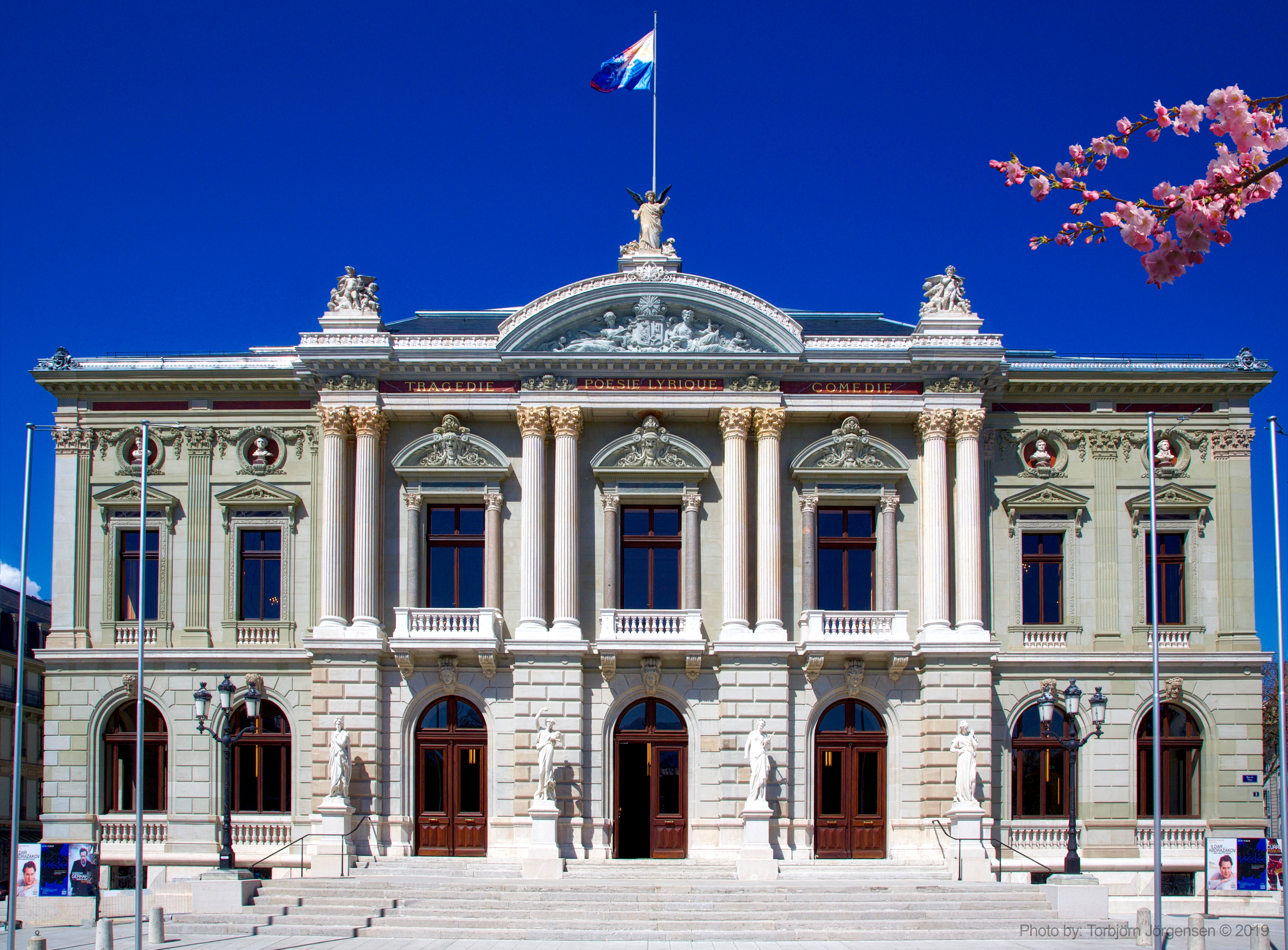
Grand Théâtre de Genève

Das Grand Théâtre de Genève ist ein Opernhaus in Genf.
Das Grand Théâtre in Genf (häufig auch als Opéra de Genève oder Genfer Oper bezeichnet) wird von der Stadt Genf durch eine Stiftung betrieben und subventioniert. Es hat eine eigene Balletttruppe und einen eigenen Chor. Seit 1962 wird die Musik durch das Orchestre de la Suisse Romande gespielt. Jede Saison werden in der Regel acht Opern (die meisten Eigenproduktionen), zwei bis drei Ballette und ein paar andere Musikstücke aufgeführt.

## Geschichte

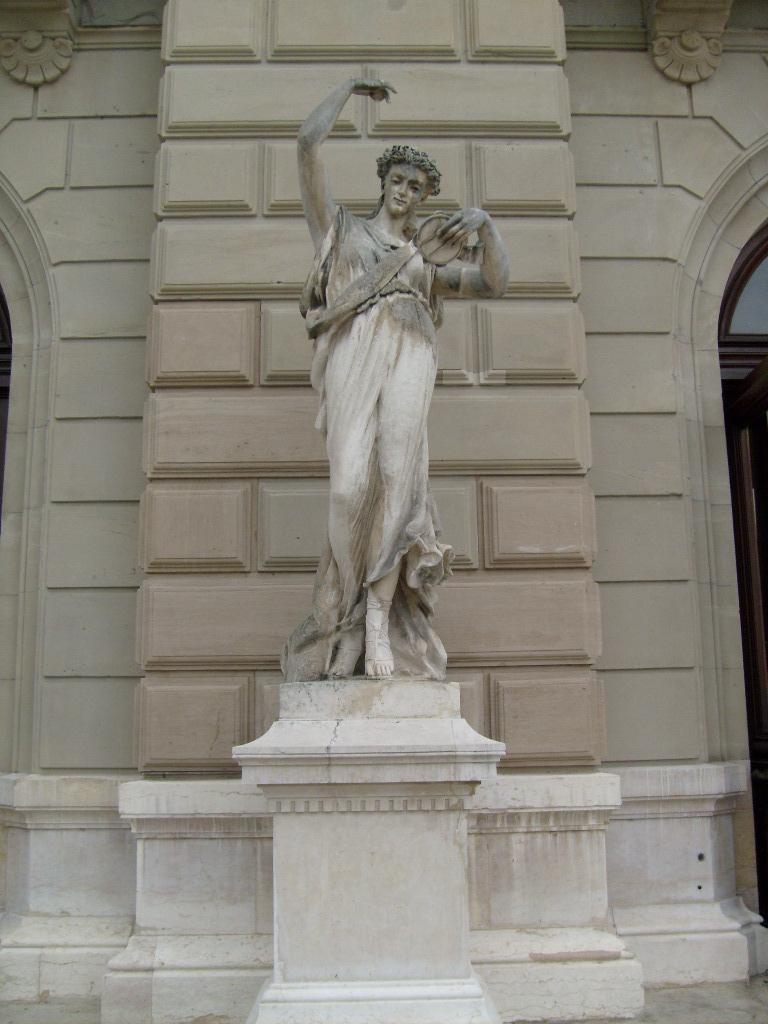
Statue des Tanzes

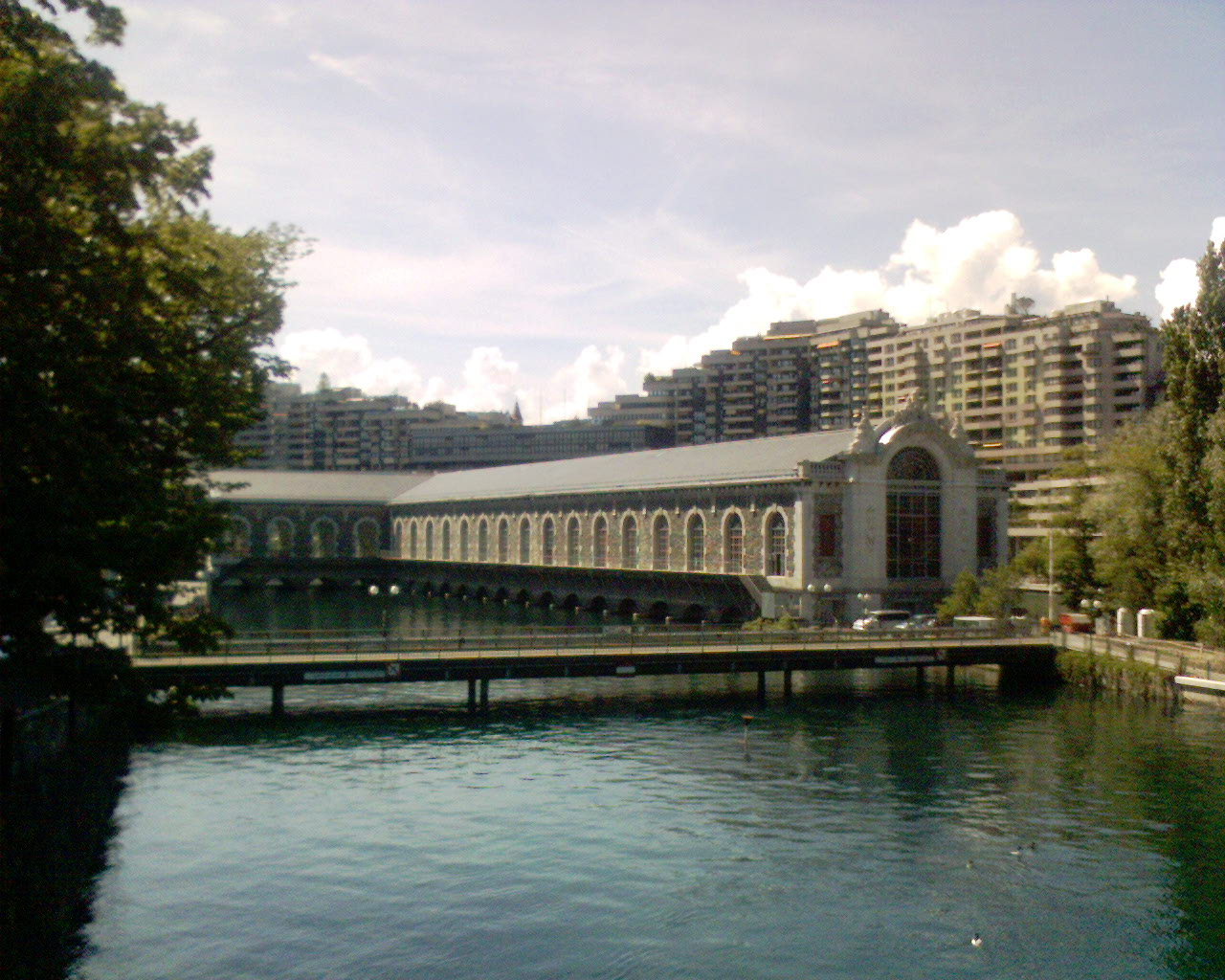
Bâtiment des Forces Motrices, in dem sich der Salle Théodore Turrettini befindet

Das Grand Théâtre (dt. Grosses Theater) ersetzte das nahe gelegene Théâtre de Neuve von 1783, das 1880 abgerissen wurde. Das neue Opernhaus wurde von 1875 bis 1879 dank einem Vermächtnis von Herzog Karl II. von Braunschweig gebaut. Es liegt am Place Neuve, zwischen dem Musée Rath und dem Conservatoire de musique de Genève (Musikhochschule). Der Architekt Jacques-Elysée Goss inspirierte sich an dem 1875 in Paris eröffneten Opéra Garnier im Second Empire-Stil. Vier grosse Marmorstatuen vor dem Gebäude repräsentieren das Drama, den Tanz, die Musik und die Komödie. Das Grand Théâtre wurde am 2. Oktober 1879 mit Guillaume Tell von Rossini eingeweiht.
Am 1. Mai 1951 zerstörte ein Brand während einer Probe den Bühnenteil und den Zuschauerraum. Die Aussenmauern, die prunkvollen Foyers und die Bibliothek blieben erhalten. Das Grand Théâtre wurde 1962 nach intensiven Reparationen und Restaurierung wieder eröffnet.
Der Zuschauerraum wurde komplett umgebaut. Der Originalsaal von 1879 war hufeisenförmig im italienischen Stil. Der neue Zuschauerraum ist nur leicht geschwungen, mit kompletter Blickfreiheit von allen 1488 Sitzen.
1997–1998 wurde die Bühnenmaschinerie renoviert. Damit während jener Saison das Grand Théâtre weiter spielen konnte, wurde in der Maschinenhalle eines ehemaligen Wasserkraftwerks in der Genfer Innenstadt eine neue Bühne gebaut. Diese hat 945 Sitze, ist wie eine Holzschachtel in einem denkmalgeschützten Industriegebäude. Der Saal wird Bâtiment des Forces Motrices (BFM) oder Salle Théodore Turrettini nach dem Erbauer des Wasserkraftwerks genannt. Zuerst nur als temporäre Bühne geplant, wird der Salle Théodore Turrettini jetzt für Ballettaufführungen, Kammeropern und Barockopern verwendet.

## Intendanten (Direktoren) seit 1962
- Marcel Lamy (1962–1965)
- Herbert Graf (1965–1973)
- Jean-Claude Riber (1973–1980, bis 1981 Generaldirektor)
- Hugues Gall (1980–1995)
- Renée Auphan (1995–2001)
- Jean-Marie Blanchard (2001–2009)
- Tobias Richter (2009–2019)
- Aviel Cahn (2019–)

## Ballett
Seit der Wiedereröffnung in 1962 hat das Grand Théâtre eine eigene Balletttruppe. Sie wurde nacheinander durch Janine Charrat (1962–1964), Serge Golovine (1964–1969), George Balanchine (1969–1978) mit den Maîtres de Ballet Alfonso Cata und Patricia Neary, Peter van Dyck (1978–1980), Oscar Araiz (1980–1988), Gradimir Pankov (1989–1996), François Passard und Giorgio Mancini (beide 1996–2003) geleitet. Seit 2003 ist Philippe Cohen Ballettdirektor. Das Ensemble kreiert jedes Jahr zwei neue Ballettinszenierungen, die in der Salle Théodore Turrettini aufgeführt werden.

## Cercle Romand Richard Wagner
Seit 1976, dem hundertjährigen Jubiläumsjahr der Bayreuther Festspiele, gibt es in Genève den Cercle Romand Richard Wagner.